# Asclepias ovalifolia
Asclepias ovalifolia är en oleanderväxtart som beskrevs av Joseph Decaisne. Asclepias ovalifolia ingår i släktet sidenörter, och familjen oleanderväxter. Inga underarter finns listade i Catalogue of Life.